# Icaria
Icaria o Nicaria (en griego Ικαρία, Ikaría) es una isla griega ubicada a 19 km al suroeste de Samos. Administrativamente, es un municipio que forma parte de la unidad periférica de Icaria.

## Historia
De acuerdo con la mitología griega, Icaria fue bautizada así por Dédalo por ser la tierra cercana a donde murió su hijo Ícaro.
Los Caballeros de San Juan, que tenían su base en Rodas, ejercieron cierto control sobre Icaria hasta 1521, cuando el Imperio otomano incorporó Icaria a su reino.
En 1827, durante la Guerra de independencia griega, Icaria se separó del Imperio otomano, pero no fue incluido en el estrecho territorio de la original Grecia independiente, y se vio obligada a aceptar la dominación turca unos años más.
Siguió siendo parte del Imperio otomano hasta el 17 de julio de 1912, cuando sus habitantes expulsaron una guarnición turca y lograron así su independencia.

## Estado Libre de Icaria
El 18 de julio de 1912 fue declarado el Estado Libre de Icaria. Las islas vecinas de Fournoi Korseon también fueron liberadas y se convirtieron en parte del Estado Libre. Ioannis Malaquías fue el único presidente de esta nación de corta duración.
Durante cinco meses, siguió siendo un Estado independiente, con sus propias fuerzas armadas, bandera, sellos, e himno. Estos cinco meses fueron tiempos difíciles. Había escasez de alimentos, la gente no tenía transporte regular ni servicio postal, y  corrían el riesgo de convertirse en parte de las posesiones italianas en el Egeo. Sin embargo, en noviembre de 1912, tras un retraso debido a las guerras de los Balcanes, Icaria pasó a formar parte de Grecia.

## Geografía
Es una de las islas del centro del norte del Egeo, con 255 km² que incluye una longitud de costas de 160 km. La topografía es un contraste entre las verdes laderas escarpadas y rocas estériles. La isla es montañosa en su mayor parte. Es atravesada por las montañas Aetheras, cuya cima más alta es de 1037 m. La mayoría de sus pueblos se encuentran en las llanuras cercanas a la costa, con sólo algunos de ellos en las montañas. Icaria produce vino tinto fuerte. Muchas partes de la isla, especialmente las quebradas, están cubiertas con  arbustos grandes, haciendo que el paisaje tenga un exuberante verde. Aparte de las especies domésticas, como las cabras, hay una serie de pequeños animales silvestres que se encuentran allí, como martas, nutrias, arañas y sapos. Icaria presenta un típico clima mediterráneo.

## Longevidad
La isla es reputada por la longevidad de sus habitantes, y por ello es una de las zonas azules identificadas por Dan Buettner.
En el llamado «estudio de Icaria», se examinó la dieta y el estilo de vida de los icariotas de edad avanzada. Se encontró que siguen una dieta basada en la dieta mediterránea, aunque con un mayor consumo de patatas.